# イギリス海軍航空隊
イギリス海軍航空隊（イギリスかいぐんこうくうたい、The Royal Naval Air Service / RNAS）は第一次世界大戦当時のイギリス海軍の航空部隊である。第一次世界大戦の終わり近くに、イギリス陸軍航空隊（Royal Flying Corps / RFC）と合体して、世界最初の空軍であるイギリス空軍（Royal Air Force / RAF）を形成した。イギリス海軍航空隊は海軍省航空部門の指揮下にあった。

## 背景
1908年、イギリス政府は航空機の陸海軍での使用について調査が必要であると判断し、首相のハーバート・アスキスはその目的のために「航空諮問委員会（Advisory Committee for Aeronautics）」と、帝国防衛委員会（Committee of Imperial Defence）の下の「航空小委員会（Aerial Sub-Committee）」の招集を承認した。両委員会は政治家と陸海軍の士官で構成されていた。1908年7月21日、航空航法小委員会（Aerial Navigation sub-committee）のメンバーであるレジナルド・ベーコン大佐は、第一海軍卿のサー・ジョン・フィッシャーに、ドイツのツェッペリンに範を取った硬式飛行船をヴィッカース社によって設計・建造することを具申した。帝国防衛委員会において徹底的に議論された結果、この提案は1909年5月7日に承認された。この飛行船は「メイフライ」と名づけられたが、1911年9月24日、工程の半分で破損し、飛行には至らなかった。当時の第一海軍卿サー・アーサー・ウィルソンは、硬式飛行船の建造を断念することを示唆した。
1910年11月、王立飛行クラブ（Royal Aero Club）は、そのメンバーの一人であるフランシス・マクリーンの尽力により、イギリス海軍に対し、その初の操縦士を訓練するための航空機2機を提供した。クラブはまた、クラブ員をインストラクターとして提供し、シェピー島のイーストチャーチにあったクラブの飛行場の使用も認めた。海軍本部はそれを受け入れ、12月6日、ノア管区司令長官は彼の管轄下にある士官に対してこの計画を公表し、申込者に、未婚でかつ王立飛行クラブの会費が払えることという条件を付けた。飛行場はイーストチャーチ海軍飛行学校となった。200件の申し込みが寄せられたうち、チャールズ・サムソン大尉、A・M・ロングモア大尉、A・グレゴリー大尉、および海兵隊軽歩兵（Royal Marine Light Infantry / RMLI）のE・L・ジェラード大尉の4名が採用された。

## 沿革
帝国防衛委員会での長い議論の末、1912年4月13日、勅許を得てイギリス軍航空隊（Royal Flying Corps / RFC）が設立された。それは、いずれも誕生したばかりの海軍航空分遣隊（naval air detachment）と陸軍工兵隊空中旅団（the Air Battalion of the Royal Engineers）を合体させたものであり、陸軍ウィングとチャールズ・サムソン海軍中佐の率いる海軍ウィングとの「両翼」から成っていた。1912年6月19日、両ウィングの操縦士の訓練のために、海軍と陸軍双方の将兵によって構成された中央飛行学校がアプエイヴォンに設置された。指揮官はゴドフリー・ペイン海軍大佐だった。
海軍ウィングはその初めの合意によってイーストチャーチにおける独自の飛行学校で実験を行うことが認められていた。RFCには2つの別個の部門があったが、いずれにも、統合された特別予備士官から直接入隊することが出来た。しかし間もなく、海軍は新しい入隊者を海軍予備隊（RNR）に編入するようになった。1912年夏、航空部門の拡大方針の下、マレイ・スーター海軍大佐が、海軍本部に新たに設置された航空部門の長となった。1912年9月に定められたスーターの職務権限によれば、彼は「海軍航空に関するすべてのことがら」について海軍本部に責任を負うことになっていた。
海軍航空部門が設立されたのと同じ月に、4機の海軍の水上機が陸軍の演習に参加した。1913年にはグレイン島の水上機基地とキングズノースの飛行船基地の建設が承認された。同じ年、8箇所の飛行場の建設が海軍の予算に組まれ、また初めて、巡洋艦改装水上機母艦ハーミーズから運用される航空機がイギリス海軍の演習に参加した。
4月16日に、海軍部隊の10人の士官が中央飛行学校を卒業した。6月7日までに44人の士官と105人の兵士が中央飛行学校とイーストチャーチ基地で訓練され、35人の将兵が飛行船工場で訓練を受けた。陸軍向けに建造された3隻の軟式飛行船、「ウィロウズ」、「アストラ＝トーレス」、「パルセバール」が海軍に買収された。1914年7月1日、海軍本部はRFCの海軍ウィングと海軍陸戦部門の一部から、海軍航空隊を創設した。

## 第一次世界大戦
1914年8月に第一次世界大戦が勃発したとき、イギリス海軍航空隊には93機の航空機、6隻の飛行船、2個の気球と727人の人員が所属していた。海軍は、グレートブリテン島の海岸沿いに、北東はアバディーンシャイア州ロングサイドから、西はアングルシー島に至る区域に12の飛行船基地を用意した。
1915年8月1日、イギリス海軍航空隊（RNAS）は公式にイギリス海軍の下部組織となった。RNASは、水上機、艦載機やその他明らかに「海軍の」用途の航空機に加えて、西部戦線における精強な戦闘機部隊もいくつか保有しており、それだけでなく、割り当ての乏しい中、独立した（当時まだほとんど模索段階であったにもかかわらず）戦略爆撃戦力さえ持っていた。複数軍種間の対立は航空機の入手にも影響を及ぼしていた。海軍がソッピース社の飛行機を「買い占めた」ため、西部戦線で緊急に必要とされたソッピース 1½ ストラッターは、RNASが戦略爆撃部隊向けに用意していたものを急遽振り替えなければならなかった。ソッピース機の大部分が海軍用だったというわけではないが、実際、このような状況はその後も変わらなかった。そして、RNAS戦闘機隊はRFCより何カ月も早くソッピース パップを受領し、その後も、追いつめられたRFC飛行隊が旧式化したパップで戦い続けているとき、真っ先にソッピース トライプレーンに、そしてキャメルに乗り換えたのである。
1918年4月1日、イギリス海軍航空隊は陸軍航空隊（RFC）と合体し、イギリス空軍が誕生した。
合体の時点で海軍航空隊は55,066人の将兵、2,949機の航空機、103隻の飛行船と126の沿岸拠点を持っていた。
海軍航空隊の飛行隊は新しい組織に吸収され、効率的に従来のものに200を加えた新しい飛行隊番号が与えられた。例えば有名な戦闘機部隊である海軍第1飛行隊は空軍の第201飛行隊となった。
イギリス海軍が再び自身の航空部隊を獲得したのは、1937年、イギリス空軍から艦隊航空隊（Fleet Air Arm）（空母搭載部隊を含み、沿岸航空コマンドの水上機および洋上哨戒機を除く）を分離して海軍省の指揮下に置いたときのことである。部隊は当初「海軍航空部門（the Naval Air Branch）」と称したが、1952年に1937年以前の名称である「艦隊航空隊」に戻った。

## 役割と任務
RNASの主たる「海軍での役割」は、（RFCの任務と直接に競合する部分を除けば）艦隊偵察であり、敵の軍艦・潜水艦を沿岸に捜索することであり、また敵国の沿岸領域を攻撃することであった。RNASはUボートを求めてイギリス海峡と北海を4,000平方マイルにわたって捜索した。1917年だけで彼らは175隻のUボートを発見し、107隻に攻撃を加えた。当時の技術では潜水艦の撃沈という戦果にはなかなか至らなかったが、その目撃情報は水上部隊が敵潜水艦と戦うに際して大きな助けとなった。
アントウェルペンからイーゼル川への退却中に、RNASはその装甲車によって行動中の部隊の護衛を行った。大戦後期、RFCを直接に支援するためにRNASの飛行部隊がフランスに派遣された。RNASはまたロンドン防空を委されてもいた。この結果としてRNASはドイツの飛行船基地への攻撃を行うこととなり、それははるか海から離れたフリードリヒスハーフェンにある工場にまで及んだ。
艦船での発着艦の技術が開発される前は、海軍航空隊が海上で航空作戦を行うためには水上機を使う必要があった。旧式巡洋艦ハーミーズでの試験から始まって、水上機を運用するための特別な水上機母艦が開発された。クックスハーフェンとヴィルヘルムスハーフェンにあったツェッペリン基地への空襲（「クックスハーフェン攻撃」）を行ったのも、1914年のクリスマスにこれらの母艦から飛び立った飛行機だった。これは艦船から発進した航空機によって行われた最初の攻撃である。また、沿岸に連なる飛行場群も造られた。これに続き、再びツェッペリンに対する空襲（「トンデルン攻撃」）が行われたが、これは空母から発進した航空機による最初の攻撃だった。

## 主要人物
- ヘンリー・アリンガム（Henry Allingham）:整備員 - 2009年6月から7月まで、男性の長寿世界一だった。RNASメンバーの最後の生き残りでもあった。
- リチャード・ベル＝デイヴィーズ:第3飛行隊 - ヴィクトリア十字章受章
- ヘンリー・ジョン・ローレンス・ボットレル（Henry John Lawrence Botterell）:海軍第8飛行隊 - 最も長生きした第一次世界大戦戦闘機パイロット（2003年1月3日に106歳で死亡）
- フレデリック・ボウヒル（Frederick Bowhill）:第2ウィングの飛行隊指揮官 - のちの空軍輸送軍団司令官、空軍大将。
- レイモンド・コリショー（Raymond Collishaw）:海軍第10飛行隊 - RNASのトップエース。60機撃墜。
- クリストファー・ドレイパー（Christopher Draper）:海軍第3航空団第6、第8飛行隊 - 「マッド・メジャー」
- バート・ヒンクラー（Bert Hinkler） - オーストラリアの航空パイオニア
- ロバート・レッキー（Robert Leckie） - カナダ人パイロット。後のカナダ空軍大将。
- ロバート・リトル（Robert Little） - オーストラリアのトップエース。47機撃墜。
- オリヴァー・ロッカー＝ランプソン（Oliver Locker-Lampson） - トーリー党の下院議員
- アンソニー・ジャック・マントル（Anthony Jacques Mantle） - トルコ方面の実績により空軍殊勲十字章（Distinguished Flying Cross）を受章。
- ロバート・マッキャンス（Robert McCance） - のちのケンブリッジ大学教授（臨床薬学）。
- アイヴァー・ノヴェロ（Ivor Novello） - エンターテイナー
- チャールズ・サムソン（Charles Rumney Samson） - RFC海軍ウィングの初代司令官。のち地中海地域における空軍部隊指揮官（Air Officer Commanding）。
- アイヴァン・スティードフォード（Ivan Stedeford） - 実業家
- レジナルド・アレグザンダー・ジョン・ウォレンフォード（Reginald Alexander John Warneford） - ヴィクトリア十字章受章。
- ジョサイア・ウェッジウッド（Josiah Wedgwood） - 「リバー・クライド号（SS River Clyde）」での機関銃指揮により殊勲従軍勲章（Distinguished Service Order（D.S.O.））を受章。
- ジェームズ・ホワイト（James White）:第8飛行隊 - エース・パイロット。

## RNASの艦艇
- ハーミーズ（HMS Hermes） - 巡洋艦改装水上機母艦。1914年イギリス海峡で戦没
- エンプレス（HMS Empress）、エンガディン（HMS Engadine）、リヴィエラ（HMS Riviera）、ヴィンデックス（HMS Vindex）、マンクスマン（HMS Manxman） - いずれも海峡フェリー改装。エンプレス、エンガディーン、リヴィエラの3隻はそれぞれ3機の水上機を搭載し、初めての海軍航空攻撃部隊として1914年12月25日のクックスハーフェン空襲を実行した。ヴィンデックスは発進用飛行甲板を備え、車輪式飛行機を運用する最初の艦となった。
- ベン・マイ・クリー（HMS Ben-my-Chree） - マン島の高速フェリー改装の水上機母艦で、ガリポリ作戦に参加した。世界で最初に艦船の魚雷攻撃を行った航空機はベン・マイ・クリーから発進したものである。H・K・エドモンズ中佐の操縦するショート水上機は左右のフロートの間に14インチ魚雷を搭載し、15フィートの高さから投下、トルコ艦を撃沈した。ベン・マイ・クリーは1917年にトルコ砲台によって沈められたが、犠牲者はなかった。
- アーク・ロイヤル（HMS Ark Royal） - 水上機母艦。ガリポリ作戦に従事し、その後1918年まで現役にあった。1934年、本格的空母に名前を譲るためペガサス（HMS Pegasus）と改名した。
- カンパニア（HMS Campania） - キュナードライン客船の改装艦。その120フィートの発艦ランプは先行した各艦よりもずっと大きかったが、それでも車輪付航空機を発艦させるには十分ではなかった。カンパニアは1918年、戦艦ロイヤル・オークと衝突してフォース湾に沈んだ。
- ナイラナ（HMS Nairana） - 客船改造の母艦。発艦用甲板装備。
- フューリアス（HMS Furious） - 大型軽巡洋艦として起工されたが、後部に18インチ砲、前部に飛行甲板を持つ航空母艦に変更された。1918年には全通甲板型に改装され、その姿で第二次世界大戦を戦った。
- アーガス（HMS Argus） - イタリア客船「コンテ・ロッソ」として進水したが、1918年9月、全通甲板を持つ航空母艦として完成した。

## RNAS装甲車セクション

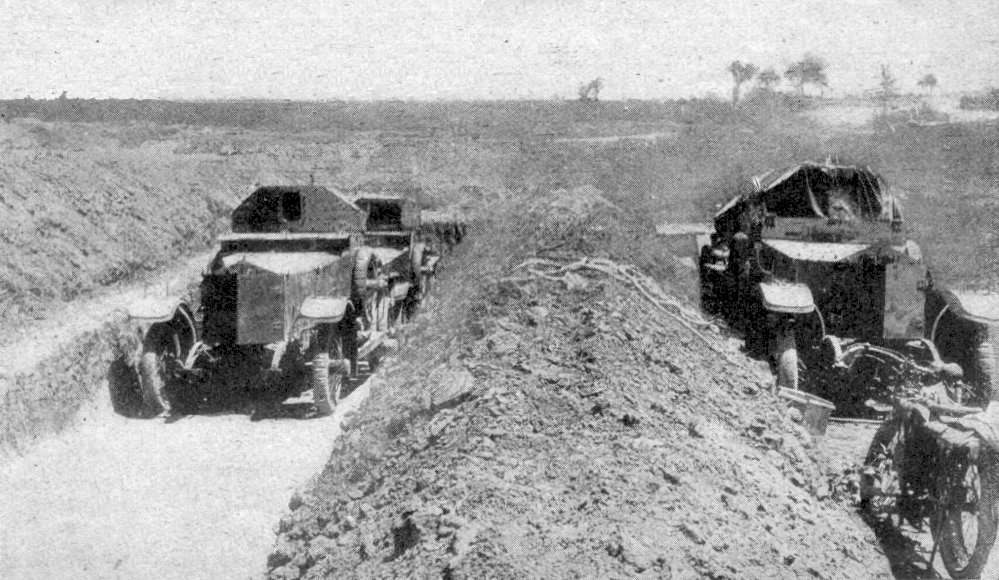
ガリポリの戦い（1915年）におけるRNAS装甲車

航空部門における軍種間の競争のほかに、RNASは陸上でも複数の軍種間の競争を行っていた。ロールス・ロイス装甲車の部隊で構成された「RNAS装甲車セクション」は一時、イギリス唯一の機械化陸上部隊だった。当初の目的は連絡線の提供と、敵地に着陸することを余儀なくされた航空機搭乗員を連れ帰ることだったが、装甲車部隊はすぐに、ドイツ軍の戦線に侵入する海軍機械化部隊の一部として大きな影響力を持つようになった。塹壕戦の進展により西部戦線では有効でなくなると、装甲車部隊は中東、ルーマニア、ロシアなどの他の戦場に移動した。
しかし西部戦線におけるRNASの経験は失われることなく、海軍航空隊第20飛行隊（squadron）が新たに改良された装甲車によって地上戦向けに編成された。そしてこのメンバーが、のちに最初の戦車（リトル・ウィリー）を開発することになる陸上艦隊委員会（Landships Committee）の中核となる。
第二次世界大戦においては、イギリス空軍第1装甲車中隊が、ハバニヤ空軍基地をイラク反乱軍から防衛するにあたって重要な役割を果たした。

## 基地
- イギリス国内
  - デトリング空軍基地（RAF Detling）
  - ヘンドン飛行場（Hendon Aerodrome）
  - ロンドン・サウスエンド空港（London Southend Airport） 1915年-1916年
  - ドーヴァー
  - ヤーマス
  - スカパ
  - ターンハウス

- フランス
  - ダンケルク
  - サンポール（St Pol）
  - ワルメ（Walmer）
  - ラ・ベルヴュー（La Bellevue）

- 東地中海
  - インブロス（Imbros）
  - ムズロス（Mudros）
  - ストラヴォス（Stravos）
  - タソス（Thasos）

- その他
  - オトラント
  - マルタ

## 組織
RFCと異なり、RNASは中核基地を持たなかった。そのため「第1飛行隊」も複数が存在することになった。加えてウイングの番号さえ同じ単位に一貫して与えられたわけではなく、記録には多くの例外が存在する。大戦勃発時に存在したのは第1、第2、第3の3ウィングだったが、戦争の進展につれ、新しいウィングが編成されていった。
- 第1ウィングは1914年にはイギリス海峡の両岸に展開していた。
- 第2と第3ウィングはダーダネルス海峡に派遣されてガリポリの戦いに参加した。作戦が終了すると第3ウィングは解隊されて第2ウィングに統合されテッサロニキに転戦した。
- 第3ウィングは1916年に戦略爆撃部隊として再編成されたが、1917年に解隊された。
- 第4と第5ウィングは第1ウィングから分かれたものである。第4ウィングは戦闘機、第5ウィングは爆撃機部隊である。
- 第6ウィングはアドリア海の哨戒を任務として編成されたが、1918年にはマルタ島に派遣された。

フランスで活動した飛行隊には1から17までの数字が割り当てられた。それらは1918年4月1日の独立空軍発足とともに第201から第217飛行隊となった。
東地中海区域で活動した飛行隊にはAからG、およびZという記号が与えられた。
1918年の空軍発足の際には、A、B、C、D各飛行隊はそれぞれ第222、223、220、221飛行隊となった。Z飛行隊はギリシャ王国空軍に移管された。

## 参考資料
- Gollin, Alfred (1989). The Impact of Air Power on the British People and Their Government, 1909-14. Stanford: Stanford University Press. ISBN 0804715912
- Layman, R.D. (2002). Naval Aviation and the First World War: Its Impact and Influence. London: Caxton Editions. ISBN 1-84067-314-1
- Roskill, Stephen Wentworth (1969). Documents Relating to the Naval Air Service: 1908-1918. I. London: Navy Records Society
- Popham, Hugh (1969). Into Wind. London: Hamish Hamilton